# Nguyễn Tiến Linh
Tiến Linh Nguyễn (Provincia di Hai Duong, 20 ottobre 1997) è un calciatore vietnamita, attaccante del Bình Dương e della Nazionale vietnamita.

## Carriera

### Club
Ha giocato nella prima divisione vietnamita.

### Nazionale
Nel 2016 ha giocato una partita con la nazionale vietnamita Under-19.
Ha partecipato ai Mondiali Under-20 del 2017.
Con la nazionale vietnamita ha preso parte alla Coppa d'Asia 2019.

## Statistiche

### Cronologia presenze e reti in nazionale
| Cronologia completa delle presenze e delle reti in nazionale ― Vietnam | Cronologia completa delle presenze e delle reti in nazionale ― Vietnam | Cronologia completa delle presenze e delle reti in nazionale ― Vietnam | Cronologia completa delle presenze e delle reti in nazionale ― Vietnam | Cronologia completa delle presenze e delle reti in nazionale ― Vietnam | Cronologia completa delle presenze e delle reti in nazionale ― Vietnam | Cronologia completa delle presenze e delle reti in nazionale ― Vietnam | Cronologia completa delle presenze e delle reti in nazionale ― Vietnam |
| Data                                                                   | Città                                                                  | In casa                                                                | Risultato                                                              | Ospiti                                                                 | Competizione                                                           | Reti                                                                   | Note                                                                   |
| ---------------------------------------------------------------------- | ---------------------------------------------------------------------- | ---------------------------------------------------------------------- | ---------------------------------------------------------------------- | ---------------------------------------------------------------------- | ---------------------------------------------------------------------- | ---------------------------------------------------------------------- | ---------------------------------------------------------------------- |
| 12-01-2019                                                             | Abu Dhabi                                                              | Vietnam                                                                | 0 – 2                                                                  | Iran                                                                   | Coppa d'Asia 2019 - 1º turno                                           | -                                                                      | 84’                                                                    |
| 16-01-2019                                                             | al-'Ayn                                                                | Vietnam                                                                | 2 – 0                                                                  | Yemen                                                                  | Coppa d'Asia 2019 - 1º turno                                           | -                                                                      | 53’                                                                    |
| 20-01-2019                                                             | Dubai                                                                  | Giordania                                                              | 1 – 1 dts (2-4 dtr)                                                    | Vietnam                                                                | Coppa d'Asia 2019 - Ottavi di finale                                   | -                                                                      | 77’                                                                    |
| 14-11-2019                                                             | Hanoi                                                                  | Vietnam                                                                | 1 – 0                                                                  | Emirati Arabi Uniti                                                    | Qual. Mondiali 2022                                                    | 1                                                                      | 81’                                                                    |
| 19-11-2019                                                             | Hanoi                                                                  | Vietnam                                                                | 0 – 0                                                                  | Thailandia                                                             | Qual. Mondiali 2022                                                    | -                                                                      | 66’ 84’                                                                |
| 7-10-2021                                                              | Sharjah                                                                | Cina                                                                   | 3 – 2                                                                  | Vietnam                                                                | Qual. Mondiali 2022                                                    | 1                                                                      |                                                                        |
| 27-9-2022                                                              | Ho Chi Minh                                                            | Vietnam                                                                | 3 – 0                                                                  | India                                                                  | Amichevole                                                             | -                                                                      | 79’                                                                    |
| Totale                                                                 |                                                                        | Presenze                                                               | 7                                                                      |                                                                        | Reti                                                                   | 2                                                                      |                                                                        |

## Palmarès

### Club

#### Competizioni nazionali
- Coppa del Vietnam: 1

Binh Duong: 2018